# صراع أيديولوجي
الصراع الإيديولوجي هو التعارض بين دافعين أو رغبتين ( الشيوعية و اليبيرالية) بحيث يحبذ كل منها القضاء على الآخر وفرض مذهبه.